# Janthina exigua
Janthina exigua (nomeada, em inglês, dwarf Janthina, little Janthina ou capreola purple snail) é uma espécie de molusco gastrópode marinho da família Epitoniidae, na ordem Caenogastropoda (no passado, na família Janthinidae), epipelágica e pleustônica em oceanos tropicais. Foi classificada por Jean-Baptiste de Lamarck, em 1816, no texto "Liste des objets représentés dans les planches de cette livraison"; publicado em Tableau encyclopédique et méthodique des trois règnes de la Nature Mollusques et Polypes divers. Agasse, Paris. 16 pp.

## Descrição da concha e hábitos
Janthina exigua possui concha globosa, com espiral destacada e geralmente com até 4 voltas angulares, de coloração púrpura a rosada, atingindo até os 3 centímetros de comprimento e sem canal sifonal em sua abertura, que é maior que a metade do comprimento da concha. A sua superfície possui sulcos profundos e regulares, o que facilita a separação desta espécie das demais do seu gênero. Os sulcos se inclinam da sutura (junção entre as voltas) para trás e para o meio, onde formam uma junção e onde continuam até uma incisão em forma de V no lábio externo, que é arredondado e fino, com sua columela reta, na parte anterior, e sem opérculo na abertura, quando adulta. Umbílico fechado ou parcialmente aberto.

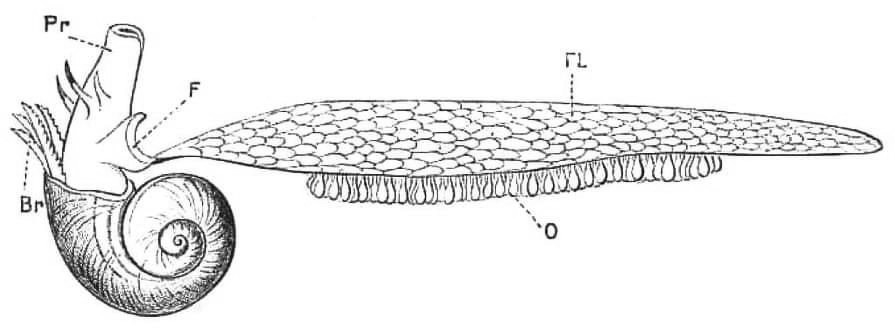
Ilustração de Janthina janthina (Linnaeus, 1758)[1] com o animal ("FL": flutuador; "O": ovos; "Pr": probóscide; "Br": brânquias; "F": pé); retirada de Molluscs, Cambridge Natural History, v.3 (1895).

Os moluscos do gênero Janthina não possuem visão e não podem viver desconectados de seus flutuadores; fixos por seus pés e com a abertura da concha para cima, estando à mercê de ventos e correntes marinhas, na superfície das ondas, para o seu deslocamento, passando sua vida na zona epipelágica ou nêuston (superfície dos oceanos) de mares tropicais, se alimentando de cnidários dos gêneros Physalia, Porpita e Velella. Tais flutuadores são constituídos por uma bolsa de bolhas de ar formadas por muco endurecido e secretado pelo animal. Tais bolsas também contém seus ovos, mantidos em cápsulas presas à parte inferior do flutuador das fêmeas e liberados como larvas que nadam livremente. Os indivíduos são protândricos; iniciam suas vidas como machos e posteriormente se tornam fêmeas. Quando são alvo de predação eles podem soltar uma substância de coloração arroxeada para a sua defesa. Podem ser depositadas em praias, ainda vivos.

## Distribuição geográfica
Esta espécie está distribuída geralmente nas áreas de clima tropical e temperado dos três oceanos, incluindoː
- Oceano Atlânticoː costa do Brasil[17], golfo do México, Ilhas Britânicas, Irlanda, Jamaica, mar do Caribe, mar Mediterrâneo, México, norte do Atlântico[5], Portugal.[18]
- Oceano Índicoː África do Sul, Madagáscar, Moçambique.[5]
- Oceano Pacíficoː Austrália meridional[19], Nova Zelândia.[5]